# Parker Ehinger
Parker Ehinger (Rockford, 30 dicembre 1992) è un giocatore di football americano statunitense che milita nel ruolo di offensive guard per i Baltimore Ravens della National Football League (NFL).

## Carriera

### Kansas City Chiefs
Dopo avere giocato al college a football all'Università di Cincinnati, Ehinger fu scelto nel corso del quarto giro (105º assoluto) nel Draft NFL 2016 dai Kansas City Chiefs. Debuttò come professionista partendo come titolare nella gara del primo turno contro i San Diego Chargers. Il 5 novembre fu inserito in lista infortunati a causa di un infortunio al ginocchio, chiudendo la sua stagione da rookie con 5 presenze, di cui 4 come titolare.